# I Don't Give A (Lisa Ajax-låt)
I Don't Give A är en låt framförd av Lisa Ajax i Melodifestivalen 2017, skriven av Ola Svensson, Joy Deb, Linnea Deb och Anton Hård af Segerstad.
Bidraget som tävlade i den andra deltävlingen gick vidare andra chansen i Linköping där hon till sist gick vidare final. Väl i finalen slutade bidraget på nionde plats med 46 poäng.

## Kontrovers
I låten förekommer ordet "fuck" flera gånger. När Lisa Ajax repeterade inför finalen var hon tvungen att byta ut ordet mot "damn" ifall hon skulle representera Sverige i Eurovision Song Contest 2017 i Kiev, eftersom ordet "fuck" ansågs bryta mot reglerna i Eurovision Song Contest.

## Listplaceringar
| Lista (2017)         | Topp-placering |
| -------------------- | -------------- |
| Sverige (Digilistan) | 55             |